# Kraftwerk 2
Albums de Kraftwerk
Kraftwerk
(1971) Ralf und Florian
(1973)
Kraftwerk 2 est le deuxième album du groupe Kraftwerk, sorti en 1972 (1973 en France).
Le groupe fait ici usage de boîtes à rythmes pour la première fois, mais s'aventure aussi, sur la face B du disque, dans des improvisations où la guitare tient une place particulière.

## Titres
Toutes les chansons sont écrites et composées par Ralf Hütter et Florian Schneider-Esleben (ingénieur du son : Conrad Plank).
| 1.    | Klingklang  | 17:36 |
| 2.    | Atem        | 2:57  |
| 3.    | Strom       | 3:52  |
| 4.    | Spule 4     | 5:20  |
| 5.    | Wellenlänge | 9:40  |
| 6.    | Harmonika   | 3:17  |
| 43:02 |             |       |

## Personnel
- Ralf Hütter – Orgue, clavier électronique, basse, boîte à rythmes, glockenspiel, harmonica.
- Florian Schneider-Esleben – Flûtes, violon, guitare, mélangeur de sons, glockenspiel